# Narodowa Kokarda Urugwaju

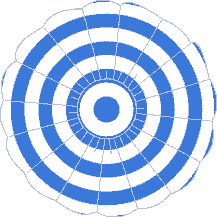
Narodowa kokarda Urugwaju

Narodowa Kokarda Urugwaju została ustanowiona aktem prawnym po raz pierwszy 22 grudnia 1828, a więc w roku uzyskania niepodległości przez ten południowoamerykański kraj.
Biało-niebieskie barwy narodowe zaczerpnięte z urugwajskiej flagi są cechą charakterystyczną kokardy, która jest głównie używana przez cywilów. Natomiast urugwajska armia używa tzw. Kokardy Artigasa, która nawiązuje z kolei do flagi Artigasa, jednego z narodowych symboli kraju. W niektórych sytuacjach policja urugwajska używa czerwono-biało-niebieskiej kokardy nawiązującej do flagi Trzydziestu Trzech Orientalczyków.